# Robert Fitzgerald (skridskoåkare)
Robert Emmett "Bobby" Fitzgerald, född 3 oktober 1923 i Minneapolis i Minnesota, död 22 april 2005 i Luverne i Minnesota, var en amerikansk skridskoåkare.
Fitzgerald blev olympisk silvermedaljör på 500 meter vid vinterspelen 1948 i Sankt Moritz.